# Slotsholmen
Slotsholmen ist eine Insel in der Innenstadt der dänischen Hauptstadt Kopenhagen, die seit dem Mittelalter das Machtzentrum des Landes ist. Noch heute beherbergt sie zahlreiche Regierungseinrichtungen, unter anderem das Parlament (Folketing), den Obersten Gerichtshof (Højesteret) sowie königliche Repräsentationsräume in der Christiansborg, die Büros des Premierministers und der weiteren Minister, das Finanzministerium und die Staatskanzlei. Außerdem befinden sich die Königliche Bibliothek, das Reichsarchiv, die ehemalige Börse und mehrere Museen auf der Insel. Bereits in den 1500er-Jahren war Slotsholmen Standort der Marinewerft Orlogsværftet.
Bei einer Fläche von 21 Hektar hat die Insel 18 Einwohner (1. Januar 2023). Sie gehört zum Kirchspiel (dänisch Sogn) Holmens Sogn, das bis zur dänischen Kommunalreform von 1970 zur Harde Sokkelund Herred im damaligen Københavns Amt gehörte, danach zur amtsfreien Københavns Kommune, die mit der nächsten dänischen Kommunalreform 2007 Teil der Region Hovedstaden wurde.
Die Insel ist durch acht Brücken mit Seeland und durch eine mit Christianshavn verbunden. Im Westen über den Frederiksholmskanal führen, von Nord nach Süd, Stormbroen, Marmorbroen, Prinsens bro und Bryghusbroen. Über den Inderhavn im Süden der Insel führt die Knippelsbro nach Christianshavn. Im Norden und im Osten ist die Insel durch den Slotsholmenkanal von Seeland getrennt. Über diesen führen, von Süd nach Nord, Christian IV’s Bro, Børsbroen, Holmens Bro und schließlich die Højbro.